# Benito Guinea
Benito Guinea López de Aréchaga (Vitoria, marzo de 1855-Vitoria, abril de 1917) fue un abogado y político español.

## Biografía
Natural de la ciudad alavesa de Vitoria, abrió allí uno de los primeros bufetes de abogados, profesión en la que se desempeñó a lo largo de toda su vida. Como político, fungió tanto como vicepresidente de la Diputación Foral de Álava como de diputado provincial en representación de Vitoria. Falleció en abril de 1917 en su ciudad natal, que en 1947 le daría el nombre a una calle del barrio de Judimendi.